# Amaracarpus montanus
Amaracarpus montanus är en måreväxtart som beskrevs av Theodoric Valeton. Amaracarpus montanus ingår i släktet Amaracarpus och familjen måreväxter. Inga underarter finns listade i Catalogue of Life.